# Republica Socialistă Federativă Iugoslavia
Republica Socialistă Federativă Iugoslavia a fost o entitate iugoslavă care a existat din a doua jumătate a celui de-Al Doilea Război Mondial (1943) până la dizolvarea acesteia în 1992 (de facto dizolvat în 1991 cu niciun lider reprezentând-o), în perioada Războaielor iugoslave. A fost un stat socialist și o federație alcătuită din Bosnia și Herțegovina, Croația, Macedonia de Nord, Muntenegru, Serbia și Slovenia. În 1992, cele două republici care au rămas în cadrul federației, Serbia și Muntenegru, au format Republica Federală Iugoslavia, care nu a fost recunoscută ca fiind succesoarea de drept a RSFI de liderii internaționali.
Formată din rămășițele Regatului Iugoslavia, țara a fost proclamată în 1943, și numită Republica Federală Iugoslavia. În 1943, a fost renumită în Republica Federativă Populară Iugoslavia iar în 1963 în Republica Socialistă Federativă Iugoslavia. În limbile regionale, acest ultim nume a fost:
- albaneză: „Socialiste Federacija Republika Jugosllavise”
- sârbo-croată și macedoneană:
  - Grafie latină: Socijalistička Federativna Republika Jugoslavija.
  - Grafie chirilică: Социјалистичка Федеративна Република Југославија.
- slovenă: Socialistična federativna republika Jugoslavija.

Sub conducerea lui Iosip Broz Tito, Iugoslavia a urmărit o politică de neutralitate în perioada Războiului Rece și a devenit una din membrele fondatoare ale Mișcării de Nealiniere.
Revoltele etnice naționaliste în anii 1980 și 1990 din RSFI a inițiat o sciziune între numeroasele etnii, care au dus în cele din urmă la căderea țării pe fronturi etnice care erau urmate de războaie cu discriminări etnice și numeroase drepturi umane încălcate. Colapsul Iugoslaviei și războaiele care au urmat au lăsat relațiile încordate între statele succesoare și numeroase grade de xenofobie care există în special între grupurile etnice care s-au luptat reciproc în Războaiele iugoslave.